# Robert Kuven
Robert Kuven né à Strasbourg le 21 août 1901, et mort le 25 avril 1983  dans la même commune,  est un peintre et aquarelliste français.

## Biographie
Dès l’enfance Robert Kuven pratique le dessin. Pendant sa période de formation il copie de très grands maîtres. Il exerce d’abord le métier d’architecte jusqu’en 1926.
Il fréquente ensuite l’école des arts décoratifs de Cologne et diverses autres institutions.
Il se rend aussi en Angleterre pour y étudier Turner. Il séjourne à Florence, en Suisse, en Autriche, en Hollande et en Espagne. En 1975, il se rend encore en Norvège et dans les pays nordiques.
Après une courte maladie, Robert Kuven meurt le 25 avril 1983. Il est inhumé au cimetière ouest de Strasbourg.

## Œuvres

### Aquarelles
- Betschdorf
- Eglise St-Thomas (Strasbourg)
- Jardins
- La cour du cloître
- La terrasse
- La porte de Darstein
- L'auberge du Kochersberg
- Ostwald
- Paysage de mine
- Paysage des Vosges
- Paysage et église
- Paysage et maisons
- Uttwiller
- Niederaltdorf
- Ottrot

### Huiles
- Bouquet de fleurs
- Jardin de l'Orangerie
- Ferme alsacienne en pays de Hanau
- Paysage
- Paysage des Vosges
- Portrait de femme